# Малта на Светском првенству у атлетици на отвореном 2023.
Малта је учествовала на 19. Светском првенству у атлетици на отвореном 2023. одржаном у Будимпешти од 19. до 27. августа деветнаести пут, односно, учествовала је на свим првенствима до данас. Репрезентацију Малте представљала је једна такмичарка која се такмичила у трци 400 метара.,
На овом првенству такмичарка Малте није освојила ниједну медаљу нити је остварила неки резултат.

## Учесници
Жене: 
- Џенет Ричард — 400 м

## Резултати

### Жене
| Атлетичарка  | Дисциплина | Лични рекорд | Квалификације | Квалификације | Полуфинале            | Полуфинале            | Финале                | Финале  | Детаљи |
| Атлетичарка  | Дисциплина | Лични рекорд | Резултат      | Место         | Резултат              | Место                 | Резултат              | Место   | Детаљи |
| ------------ | ---------- | ------------ | ------------- | ------------- | --------------------- | --------------------- | --------------------- | ------- | ------ |
| Џенет Ричард | 400 м      | 52,37 НР     | 54,50         | 8. у гр. 2    | Није се квалификовала | Није се квалификовала | Није се квалификовала | 48 / 48 |        |